# Fryske Akademy
De Fryske Akademy is een wetenschappelijk onderzoeksinstituut met betrekking tot de provincie Friesland en haar bevolking, taal en cultuur in de breedste zin. De Fryske Akademy is gelieerd aan de Koninklijke Nederlandse Akademie van Wetenschappen (KNAW). Er werken zo’n zestig mensen. In de door de Fryske Akademy gefaciliteerde werkverbanden zijn een paar honderd mensen actief. Ze is gevestigd in Leeuwarden.

## Geschiedenis

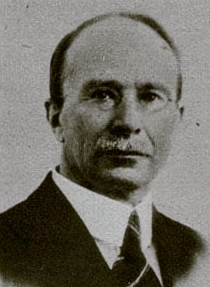
Johannes Kapteyn in 1924

De Fryske Akademy is na lange onderhandelingen in 1938 opgericht met steun van het provinciaal bestuur. Drijvende krachten waren de geschiedkundige Geert Aeilco Wumkes, Johannes Kapteyn (hoogleraar Oudfries) en de theoloog Titus Brandsma. Eerder waren er in de 19e eeuw en in het begin van de 20e eeuw twee organisaties voor Friese wetenschap actief:
- Het Provinciaal Friesch Genootschap ter Beoefening van Friesche Geschied-, Oudheid- en Taalkunde
- It Selskip foar Fryske Tael en Skriftekennisse

Deze werkverbanden zagen zichzelf als de intellectuele erfgenamen van de Universiteit van Franeker, die door Napoleon Bonaparte in 1811 was gesloten en daarna door de regering van het nieuwe Koninkrijk der Nederlanden niet was heropend. Tot op zekere hoogte ziet de Fryske Akademy zichzelf ook als een opvolger van de Universiteit van Franeker.

## Activiteiten
De Fryske Akademy omschrijft zichzelf als het wetenschappelijk centrum voor onderzoek en onderwijs met betrekking tot Friesland, zijn cultuur, zijn bevolking en zijn taal in de breedste zin en heeft duizenden publicaties over deze onderwerpen uitgebracht.
De Fryske Akademy telt drie vakgroepen: geschiedenis en letterkunde, sociale wetenschappen, en taalkunde.
Enkele grotere projecten van de Fryske Akademy zijn:
- het Frysk Wurdboek, Fries-Nederlands en Nederlands-Fries, waarvan inmiddels meer dan tien drukken uitgebracht zijn;
- het Woordenboek der Friese Taal, in 25 delen;
- het Historisch-Geografisch Informatiesysteem (HISGIS), waarin oude kadasterinformatie aan andere historische gegevens is gekoppeld;
- het Mercator Europees Kenniscentrum voor Meertaligheid en Taalleren, financieel ondersteund door de provincie Friesland en de gemeente Leeuwarden.

## Maatschappelijke functie
Het maatschappelijk doel van de Fryske Akademy is volgens de statuten het in stand houden van een werkgemeenschap voor de beoefening van wetenschap over Friesland, het Friese volk en de Friese cultuur in brede zin. Dat doel wordt ten dele bereikt door steun aan zogenaamde werkverbanden van wetenschappers van de Fryske Akademy en daarbuiten. De grote boekproductie van de Fryske Akademy is mede aan de werkverbanden te danken. De werkverbanden bestaan uit wetenschappers en amateurs die gezamenlijk onderzoek doen of wetenschappelijke evenementen organiseren op terreinen waar de Fryske Akademy zelf niet aan toe komt. Actieve werkverbanden zijn bijvoorbeeld het Genealogisch Werkverband, het Musicologisch Werkverband, het Archeologisch Werkverband en het Biologisch Werkverband. Deelname aan de werkverbanden staat open voor donateurs, waarvan er in 2008 ongeveer drieduizend waren.
Daarnaast doet de Fryske Akademy contractonderzoek in opdracht van derden. Belangrijkste externe opdrachtgever is de Provincie Friesland, voor wie de Fryske Akademy bijvoorbeeld het bestaan van taalachterstanden in het lager onderwijs onderzocht. Ook droeg de Fryske Akademy bij aan het vervaardigen van een logopedische toets voor het Fries, waarmee de taalvaardigheid van jonge kinderen gediagnosticeerd kan worden. Tot dan toe werd ook voor Friestalige kinderen enkel met een Nederlandse diagnostische toets gewerkt.

## Huisvesting
De Fryske Akademy is gevestigd in een gebouwencomplex aan de Doelestraat in het centrum van Leeuwarden. Daaronder bevinden zich de rijksmonumenten Coulonhûs en Noorderkerk. Van 2010 tot 2016 werd het complex ingrijpend gerestaureerd, uitgebreid en heringericht, naar een ontwerp van Jo Janssen Architecten.